# Draba algida
Draba algida là một loài thực vật có hoa trong họ Cải. Loài này được Adams ex DC. mô tả khoa học đầu tiên năm 1821.